# Мичиген (језеро)
Језеро Мичиген (енгл. Lake Michigan) је језеро у САД. Једно је од пет северноамеричких Великих језера. Налази се на територији америчких савезних држава Илиноис, Индијана, Мичиген и Висконсин. Највећи град на његовој обали је Чикаго.
Језеро Мичиген је једино Велико језеро које је својом целом површином унутар територије Сједињених Држава, будући да се сва остала деле са Канадом. Језеро има површину од 57.750 km², што га чини другим највећим слатководним језером у САД и 5. највећим језером на свету. Највећа дубина језера износи 281 m.

## Историја
Неки од најранијих становника језера Мичиген су били Хопевел Индијанци. Њихова култура је опала после 800. године, а наредних неколико стотина година, регион је био дом народа познатих као Индијски Индијанци. Почетком 17. века, када су западноевропски истраживачи први пут кренули у регију, наишли су на потомке Индијских Индијанаца: Чипева; Меномини; Саук; Фок; Винебаго; Мајами; Отава; и Потаватоми. Верује се да је француски истраживач Џен Николет био први Европљанин који је стигао до језера Мичиген, вероватно 1634. или 1638. године. У најранијим европским мапама региона, име језера Илиноис пронађено је поред имена "Мичиген", названо по конфедерацији племена у Илиноису.
Језеро Мичиген је спојено преко уских, отворених водотока Макинак са језером Хјурон, а комбиновано водено тело се понекад назива Мичиген-Хјурон (такође Хјурон-Мичиген). Пролаз Макинак је био важан пут Индијанаца и трговина крзном. Налази се на јужној страни пролаза, град Макино, Мичиген, локација Форт Микилимакинак, реконструисана француска тврђава основана 1715. године, а на северној страни је Ст. Игнас, Мичиген, место француске католичке мисије. Индијанци, основани 1671. године 1673. Жак Маркет, Луис Џулиет и њихова посада од пет Метис Војагура пратили су језеро Мичиген до Грин Беја и узводно уз реку Фок, готово до својих извора, у потрази за реком Мисисипи, усп. Фок – Висконсин водотока. Источни крај Стрејтса контролисао је Форт Макинак на острву Макинак, британској колонијалној и раној америчкој војној бази и трговачком центру за крзно, основаном 1781.
Са појавом европских истраживања у том крају крајем 17. века, језеро Мичиген је постало део водених путева који воде од реке Сејнт Лоренс до реке Мисисипи, а одатле до Мексичког залива.  Француски coureur de bois и војагури основали су мале луке и трговачке заједнице, као што је Грин Беј, на језеру крајем 17. и почетком 18. века.
У 19. веку језеро Мичиген је играло главну улогу у развоју Чикага и Средњег запада САД западно од језера. На пример, 90% зрна које је допремљено из Чикага путовало је на исток преко језера Мичиген током предратних година, и само ретко пада испод 50% после грађанског рата и велике експанзије железничког саобраћаја.
Прва особа која је стигла до дубоког дна језера Мичиген је био Ј. Вал Кламп, научник са Универзитета Висконсин – Милвоки. Кламп је достигао дно преко подморнице као део истраживачке експедиције из 1985.
Године 2007, низ камења паралелних са древном обалом, открио је Марк Холеј, професор подводне археологије на северозападном Мичиген факултету. Налази се 12 m испод површине језера. За једно од камења је речено да има делове сличне мамуту.
Загревање језера Мичиген било је предмет извештаја Универзитета Пурду 2018. У свакој деценији од 1980. године дошло је до сталног пораста просечне површинске температуре. Ово ће вероватно довести до смањења природног станишта и неповољног утицаја на опстанак аутохтоних врста.

## Географија
Језеро Мичиген је једино од Великих језера (од њих 5) у потпуности унутар граница Сједињених Држава; остала су подељена са Канадом.  Налази се у регији познатој као Амерички Средњи запад.

### Статистика и бариметрија
Језеро Мичиген има површину од 58.026 km²; (34.284 km² лежи у држави Мичиген, 19.056 km² у Висконсину, 606 km² у Индијани, и 1.576 4.079 km² у Илиноису) што га чини највећим језером по површини (Бајкалско језеро у Русији, већа је запремина воде) и пето по величини језеро на свету. То је већа половина језера Мичиген – Хјурон, која је по површини највеће тело свеже воде у свету. Дугачка је 494 km и широка је 190 миља, а дужина обале износи 1.640 миља. Просечна дубина језера је 46 m, док је највећа дубина 153 метра 5 стопа (281 м). Садржи запремину од 4.918 km³. Зелени залив на северозападу је његов највећи залив. Увала Гранд Траверсе на североистоку је још један велики залив. Најдубљи регион језера Мичиген, који лежи у његовој северној половини, зове се Чипев базен (назван по претисторијском језеру Чипева) и одвојен је од Јужног Чипев базена, релативно плитким подручјем званим Плато на средњем језеру.

### Градови
Дванаест милиона људи живи уз обалу језера Мичиген, углавном у градовима у Чикагу и Милвокију. Економија многих заједница у северном Мичигену и Округу Дор, Висконсин је подржана туризмом, са великим бројем сезонских популација привучених језером Мичиген. Јужни врх језера близу Гари, Индијане је јако индустријализован.

### Веза са океаном и отвореним водама
Морски пут Сен Лорен и пловни пут Великих језера отворили су Велика језера на бродовима који су пловили океанима. Шири бродови за превоз контејнера који се крећу преко океана не пристају кроз браве на овим путевима, па је бродарство ограничено на језерима. Упркос великој величини, велики делови Великих језера замрзавају зими, прекидајући већину бродова. Неки ледоломци плове језерима.
Велика језера су такође повезана водама Илиноиса са Мексичким заливом преко реке Илиноис (из Чикага) и реке Мисисипи. Алтернативни пут је преко реке Илиноис (из Чикага), до Мисисипија, изнад Охаја, а затим преко воденог тока Тенеси-Томбигби (комбинација низа река и језера и канала) до Мобилног залива и Залива. Комерцијални промет трајекта на овим пловним путевима је тежак.
Бродови за уживање могу ући или изаћи из Великих језера путем канала Ири и реке Хадсон у Њујорку. Канал Ири повезује се са Великим језерима на источном крају језера Ири (у Буфалу) и на јужној страни језера Онтарио (у Освигу).

### Плаже
Језеро Мичиген има много плажа. Регија се често назива "Трећа обала" Сједињених Држава, након Атлантског океана и Тихог океана. Песак је често мекан и сиво-беле боје, познат као "певачки песак" због шкрипања (изазваног високим садржајем кварца) који емитује када се хода. Неке плаже имају пешчане дине прекривене зеленом плажом и пешчаним трешњама, а вода је обично бистра и хладна, између 13 и 27 °C, чак и у касним летњим месецима. Међутим, пошто преовлађујући западни ветрови имају тенденцију да померају површинску воду према истоку, постоји проток топлије воде до обале Мичигена током лета.
Пешчане дине смештене на источној обали језера Мичиген су највећи слатководни систем дина на свету. У ствари, на више локација дуж обале, дине се уздижу неколико стотина метара изнад површине језера. Велики облици дина могу се видети у многим државним парковима, националним шумама и националним парковима дуж обале Индијана и Мичигена. Мале формације дина могу се наћи на западној обали језера Мичиген у државном парку Илиноис Плажа, а умерене димензије дина могу се наћи у државном парку Кохлер-Андра и Поинт Бич Стејт Форест у Висконсину. Велика формација дина може се наћи у Државном парку Дунфара у Висконсину на полуострву врата. Плаже на језеру Мичиген у Северном Мичигену су једино место на свету, поред неколико унутрашњих језера у том региону, где се могу наћи Петоски камење, државни камен.
Плаже западне обале и најсевернији део источне обале често су стеновити, с неким пешчаним плажама због локалних стања; док су јужне и источне плаже типично пешчане и покривене динама. То је делом због превладавајућих ветрова са запада (који такође узрокују да се на источној обали зими граде дебели слојеви леда).
Градски прилаз језеру у Чикагу састоји се од паркова, плажа, лука и марина, као и стамбених насеља повезаних Чикаго Лакефронт Траил-ом. Тамо где нема плажа или марина, камене или бетонске облоге штите обалу од ерозије. Чикаго је удаљен 39 km између јужних и северних граница града.

### Трајекти
Два трајекта за путнике и возила обављају трајектне услуге на језеру Мичиген, оба која повезују Висконсин на западној обали са Мичигеном на истоку. Од маја до октобра, историјски парни брод, СС Бадгер, ради свакодневно између Манитовок, Висконсин и Лудингтон, Мичиген, који повезује амерички ауто-пут 10 између два града. Lake Express, основано 2004. године, превози путнике и возила преко језера између Милвоки, Висконсин и Мускегона, Мичигена.

## Хидрологија
Милвоки Риф, који тече испод језера Мичиген од тачке између Милвокија и Ракинаја до тачке између Гранд Хевен и Мускегон, дели језеро на северни и јужни басен. Сваки базен има проток воде у смеру казаљке на сату, који потече од река, ветра и Кориолисовог ефекта. Преовлађујући западни ветрови имају тенденцију да померају површинску воду према истоку, стварајући умерени ефекат на климу западног Мичигена. Постоји средња разлика у летњим температурама од 2 до 5 °C између обала Висконсина и Мичигена.
Хидролошки, Мичиген и Хјурон су исто водно тело (које се понекад назива и језеро Мичиген-Хјурон), али се обично сматрају различитима. Заједно гледајући, то је највеће тело свеже воде у свету по површини. Мост Макинак се генерално сматра границом између њих. Оба језера су део Великог језера. Главни прилив у језеро Мичиген од Горњег језера, преко језера Хјурон, контролишу браве које управља двонационални одбор за контролу Горњег језера.

#### Историја високог нивоа воде
Језеро се мења од месеца до месеца, а највиши нивои језера доживљавају се лети. Нормална ознака високе воде је 0,61 м изнад нивоа мора (176,0 м). У лето 1986. године, језера Мичиген и Хјурон су достигли највиши ниво током периода у којем су се чували записи, на висини од 1,80 м изнад датума. Записи о високим водама почели су у фебруару 1986. и трајали су годину дана, завршавајући са пресеком 1987. Водостаји су се кретали од 1.67 м (1.12 м) до 1.90 м (1.80 м) изнад датума карте. Дана 21. фебруара 1986. године, воде су се приближиле максимуму свих времена за период у којем се води евиденција.

#### Историја ниског нивоа воде
Нивои језера су најнижи зими. Нормална ниска ознака воде је 1.00 стопа (0.30 м) испод нивоа мора (176.0 м). У зиму 1964. године, језера Мичиген и Хјурон су достигли свој најнижи ниво на 1.38 стопа (0.42 м) испод нивоа мора. Као и са подацима о високим водама, месечни записи о водама су постављани сваког месеца од фебруара 1964. до јануара 1965. Током овог дванаестомесечног периода водостаји су се кретали од 1.38 стопа (0.42 м) до 0.71 стопа (0.22 м) испод нивоа мора. У јануару 2013. године, месечни средњи ниво воде Мичиген језера се спустио на најнижи ниво од 175,6 м, и достигао свој најнижи осећај јер је чување записа почело 1918. године. Језера су била 29 инча (0,74 м) и смањила се за 17 инча од јануара 2012. Кеит Комполтовиц, шеф одељења хидрологије сливног подручја америчке војске у Детроиту, објаснио је да су највећи фактори који су довели до смањења водостаја у 2013. били комбинација "недостатка великог сноупак-а" зими 2011., 2012. године у комбинацији са веома топлим и сувим условима у лето 2012. године.

### Вода за пиће
Проблеми са животном средином и даље погађају језеро. Челичне фабрике раде близу обале Индијане. Чикаго трибјун је објавио да је БП главни загађивач, који свакодневно баца хиљаду килограма сировог муља у језеро из фабрике нафте Витинг, Индијана. У марту 2014. године, БП-јева фабрика Витинг била је одговорна за просипање више од 6100 l нафте у језеро.